# General Motors Firebird
(Harlow H. Curtice, presidente della General Motors, 13 gennaio 1954)
Firebird è una serie di quattro concept car progettate da Harley Earl e costruite dalla General Motors. Le prime tre furono realizzate rispettivamente nel 1953, 1956 e 1959 per essere esposte al salone dell'automobile General Motors Motorama, mentre la quarta fu progettata per la fiera internazionale di New York del 1964. Le Firebird erano dotate di motore a turbina a gas ed erano ispirate alla tecnologia aerospaziale.

## 1954: la "Firebird I"

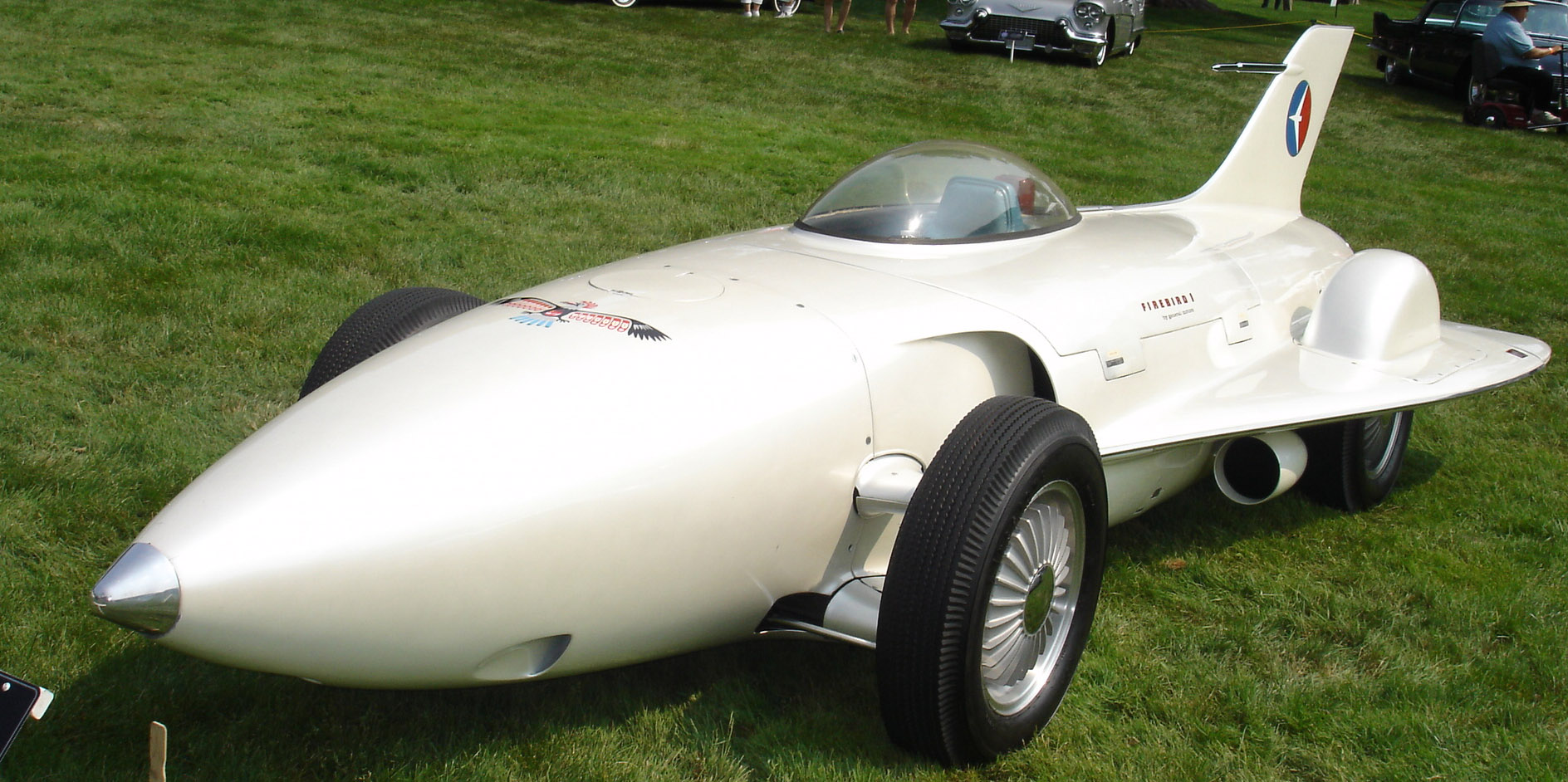
La XP-21 Firebird o Firebird I del 1954

L'idea della Firebird I nacque da Harley J.Earl, allora Vicepresidente della General Motors e responsabile del design, che progettò anche la carrozzeria in vetroresina rinforzata. La propulsione con turbina Wirlfire e il telaio furono sviluppati sotto la direzione del Vicepresidente di GM Charles L.McCuen, general manager dei GM Research Laboratories Division ("Divisione Laboratori di Ricerca", in inglese).
Aveva l'aspetto di un "caccia con le ali ripiegate": una fusoliera di ispirazione aeronautica, con delle corte appendici alari che ricordavano ali e deriva di un aereo e un cupolino trasparente in materiale plastico che copriva l'abitacolo monoposto. Anche i comandi ricordavano quelli di un aereo: al posto del volante aveva una cloche con cui si poteva controllare sia la direzione (destra e sinistra) sia l'acceleratore ed il freno (rispettivamente spingendo o tirando la barra).

### Meccanica
Il motore Wirlfire, simile ad un turboreattore, è alimentato dal cherosene contenuto in un serbatoio in fibra di vetro da 35 galloni situato nella parte anteriore della vettura. La propulsione è fornita da una turbina azionata dai gas di scarico, connessa meccanicamente alle ruote posteriori tramite una trasmissione con cambio meccanico a due velocità.

### Storia
La Firebird I debuttò al Salone di Parigi del 1954 con il nome di XP-21 "Firebird" e fu la prima automobile azionata da turbina a gas ad essere costruita e testata negli Stati Uniti. Successivamente fu presentata al General Motors Motorama del 1954. Nel 1956, con la presentazione della Firebird II, la XP-21 venne rinominata in Firebird I.

## 1956: la "Firebird II"

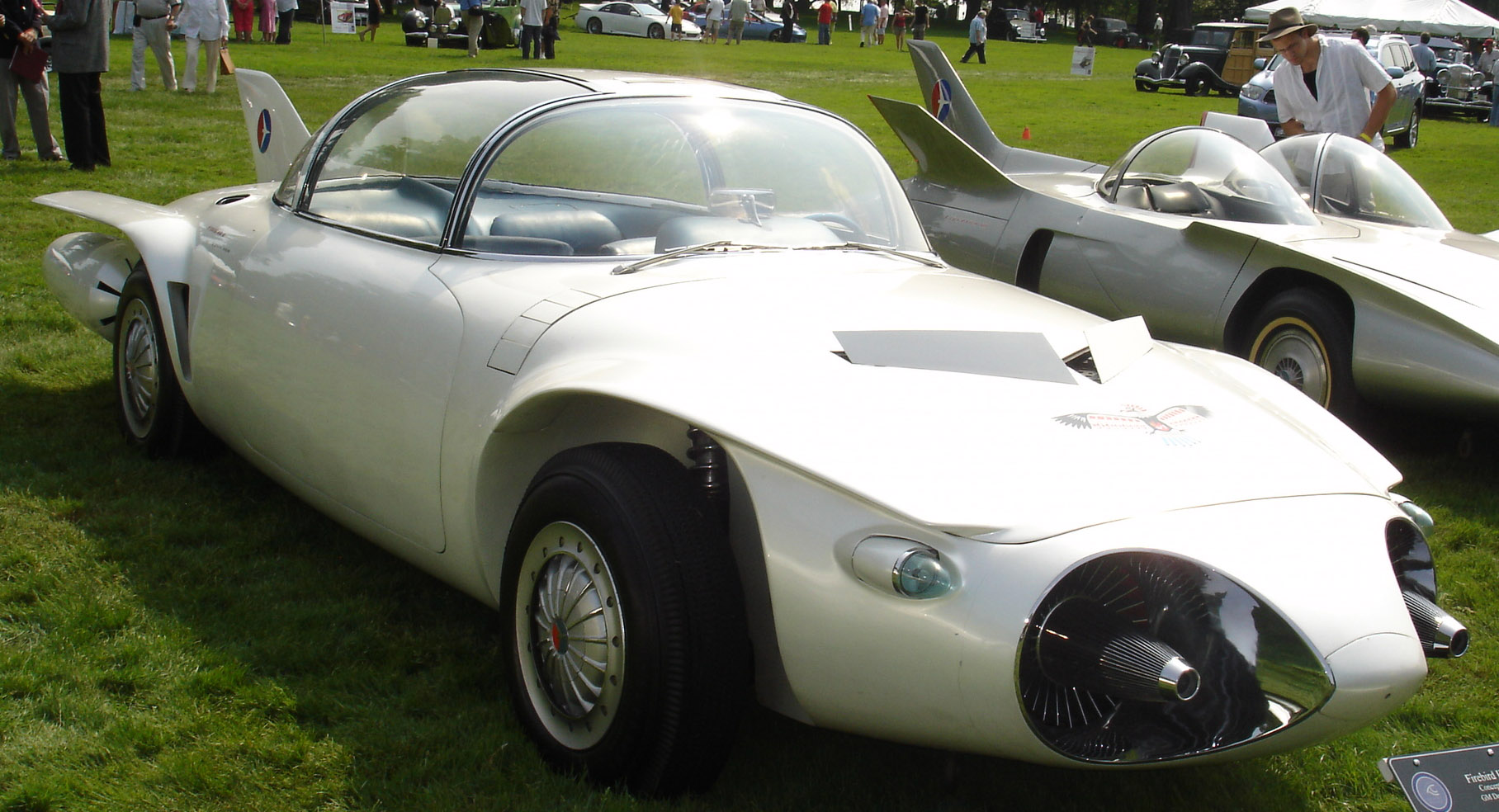
La Firebird II del 1956

La Firebird II fu presentata al Motorama del 1956: contrariamente alla monoposto XP21, la nuova concept era una berlina a quattro posti, seppur futuristica nell'aspetto, che doveva rappresentare la futura "auto per famiglie" di General Motors.

## 1959: la "Firebird III"

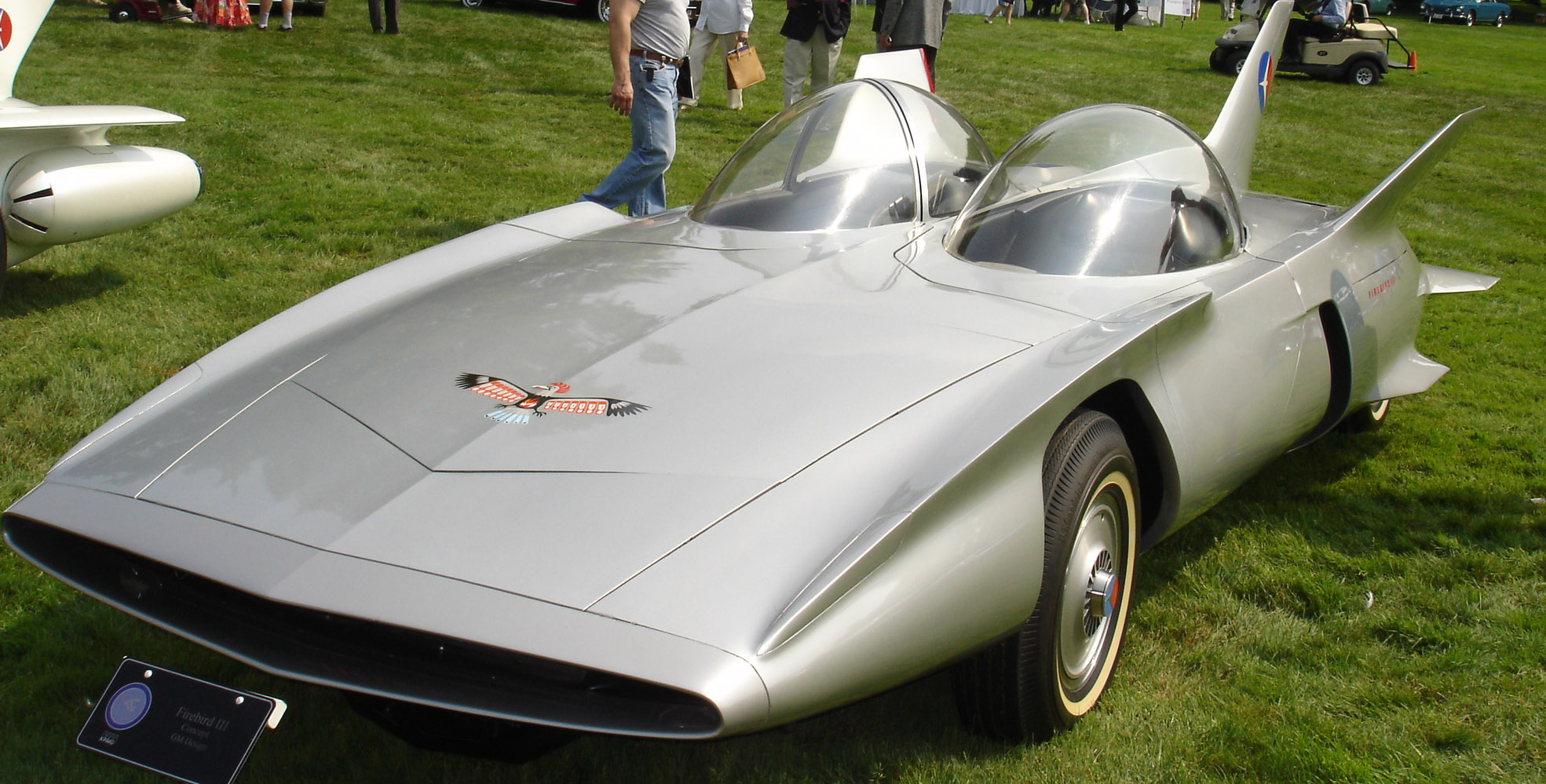
La Firebird III del 1959

La Firebird III fu costruita per il Motorama del 1959; era caratterizzata da un doppio abitacolo protetto da due distinti cupolini in plexiglas e dalle numerose appendici simili a piani alari.
L'alta pinna verticale posta in coda all'autovettura non aveva una reale funzione aerodinamica: fu disegnata al solo scopo di essere visibile, con il logo "Firebird",  nonostante la folla che si sarebbe accalcata attorno allo stand presso il Waldorf-Astoria Hotel di New York.

## 1964: la "Firebird 4"
Per la Fiera Internazionale di New York del 1964 General Motors realizzà la Firebird IV che fu esposta nello stand dell'azienda, chiamato "Futurama"